# باسلتون
باسلتون (به انگلیسی: Busselton) یک شهر در استرالیا است که در استرالیای غربی واقع شده‌است.

## خواهرخوانده
شهر Sugito خواهرخواندهٔ باسلتون هست.